# Герцоги Альба
Герцоги А́льба (исп. Duques de Alba) — испанские аристократы и гранды Испании, владевшие городом Альба на реке Тормес.
Титул графа Альба был учреждён Хуаном II Кастильским в 1429 году. Его первым обладателем стал толедский архиепископ из рода Альварес де Толедо. По причине целибата после его смерти в 1438 г. графский титул унаследовал племянник, маркиз Кориа, от которого и происходят все последующие графы и герцоги Альба. В 1472 г. титул графа Альба был повышен до герцогского.

## Род Альварес де Толедо
Женой второго герцога Альбы была графиня Севильская, родная сестра королевы Хуаны Энрикес. Благодаря этому его дети и внуки состояли в родстве с правящими в Испании монархами. Филипп II в начале правления покровительствовал своему кузену, 3-му герцогу Альба. Этот знаменитый в своё время полководец вошёл в историю жестоким подавлением Нидерландской революции (в 1567-73 гг. он управлял от имени короля Испанскими Нидерландами). 
Дядя 3-го герцога, Педро Альварес де Толедо, в 1532 г. был назначен первым в истории испанским наместником Неаполитанского королевства. Подобно своему племяннику, он проводил на юге Италии жёсткую репрессивную политику, пытаясь насадить инквизицию. Его сын Гарсия Альварес де Толедо в качестве вице-короля Сицилии освободил Мальту от затяжной турецкой осады, за что был удостоен титула герцога Фернардино, а дочь, Элеонора Толедская, жена великого герцога Тосканского, считается прообразом «первой леди» в современном смысле этого слова. От 1-го герцога Фернардино по прямой мужской линии происходят современные герцоги Медина-Сидония.
Третьему герцогу Альба наследовал сын, 4-й герцог, который прибавил к своим владениям герцогство Уэскар. Титулы переходили от отца к сыну вплоть до Франсиско Альвареса де Толедо (1662—1739), 10-го герцога Альба. Сыновей у него не было, а в мужья своей дочери он выбрал графа Гальве из рода Сильва-Мендоса — младшего сына герцога Инфантада.

## Род Сильва
В этом браке родился 12-й герцог Альба (1714-1778), известный своими приятельскими отношениями с Руссо. Его сын герцог Уэскар умер раньше отца, но оставил дочь по имени Мария дель Пилар Тереса Кайетана де Сильва и Альварес де Толедо. Она известна своим покровительством художнику Гойе. У герцогини Альба не было детей в браке с 15-м герцогом Медина-Сидония (прямым потомком 1-го герцога Фернардино). После её внезапной смерти в 1802 году герцогский титул унаследовали потомки от брака сестры 12-го герцога Альба с герцогом Бервиком из рода Фитцджеймсов.

## Фитцджеймсы
Род Фитцджеймсов происходит по мужской линии от внебрачного сына Якова II Стюарта и Арабеллы Черчилль (сестры герцога Мальборо). Старший сын 4-го герцога Бервика и Лириа от брака с принцессой Штольберг-Гедернской унаследовал титулы отца, а младший, Карлос Мигель (1794—1835), стал 14-м герцогом Альба. Следующий герцог, сын и наследник предыдущего, был женат на сестре французской императрицы Евгении, которая умерла в 1920 году в гостях у семейства Альба. 17-й герцог Альба в конце 1930-х представлял в Лондоне интересы Франсиско Франко.
18-я герцогиня Альба родилась в 1926 году в мадридском дворце Лирия. По данным книги рекордов Гиннесса, ей принадлежало больше официально признанных правительством титулов, чем кому-либо ещё. В общей сложности герцогиня Альба унаследовала от предков свыше сорока титулов. При состоянии, оцениваемом в 600 млн евро, она считалась самой богатой аристократкой Испании.
В октябре 2011 года в принадлежащем ей севильском Дворце дуэний 85-летняя герцогиня сыграла свадьбу с 60-летним чиновником Альфонсо Дьесом. Во время торжеств она пустилась в пляс. Её дочь Эухения Мартинес де Ирухо, герцогиня Монторо, была замужем за известным потомственным тореадором Франсиско Ривера Ордоньесом и растит их общую дочь Каэтану (род. 1999).
Герцогиня Альба скончалась 20 ноября 2014 года во время прохождения курса лечения в клинике «Саградо Корасон» (Sagrado Corazón), Севилья, куда она была госпитализирована из-за сердечной аритмии, пневмонии и обострения гастроэнтерита.

## Список герцогов
1. Дон Гарсия Альварес де Толедо (ок. 1424 — 1488), 1-й герцог Альба (1472—1488)
2. Дон Фадрике Альварес де Толедо (1460—1531), 2-й герцог Альба (1488—1531)
3. Дон Фернандо Альварес де Толедо (1507—1582), 3-й герцог Альба (1531—1582)
4. Дон Фадрике Альварес де Толедо (1537—1583), 4-й герцог Альба (1582—1583)
5. Дон Антонио Альварес де Толедо и Бомонт (1568—1639), 5-й герцог Альба (1583—1639)
6. Дон Фернандо Альварес де Толедо и Мендоса (1595—1667), 6-й герцог Альба (1639—1667)
7. Дон Антонио Альварес де Толедо и Пиментель (1615—1690), 7-й герцог Альба (1667—1690)
8. Дон Антонио Альварес де Толедо и Бомонт (1627—1701), 8-й герцог Альба (1690—1701)
9. Дон Антонио Мартин Альварес де Толедо Гусман (1669—1711), 9-й герцог Альба (1701—1711)
10. Дон Франсиско Альварес де Толедо (1662—1739), 10-й герцог Альба (1711—1739)
11. Донья Мария Тереса Альварес де Толедо (1691—1755), 11-я герцогиня Альба (1739—1755)
12. Дон Фернандо де Сильва и Альварес де Толедо (1714—1776), 12-й герцог Альба (1755—1776)
13. Донья Мария дель Пилар Тереса Кайетана де Сильва и Альварес де Толедо (1762—1802), 13-я герцогиня Альба (1776—1802), поскольку у неё не было прямых наследников, титул после её смерти перешел к её родственнику Карлосу Мигелю Фитц-Джеймсу Стюарту.
14. Дон Карлос Мигель Фитц-Джеймс Стюарт (1794—1835), 14-й герцог Альба (1802—1835)
15. Дон Хакобо Фитц-Джеймс Стюарт (1821—1881), 15-й герцог Альба (1835—1881)
16. Дон Карлос Мария Фитц-Джеймс Стюарт и Портокарреро (1849—1901), 16-й герцог Альба (1881—1901)
17. Дон Хакобо Фитц-Джеймс Стюарт и Фалько (1878—1953), 17-й герцог Альба (1901—1953)
18. Донья Каэтана Фитц-Джеймс Стюарт, 18-я герцогиня Альба (1926—2014)
19. Дон Карлос Фитц-Джеймс Стюарт и Мартинес де Ирухо (род. 1948), 19-й герцог Альба (с 20 ноября 2014)

## Владения герцогов Альба
Герцогам Альба принадлежит значительная картинная галерея. Наиболее ценные полотна — такие, как «Венера перед зеркалом», «Маха обнажённая» и «Мадонна Альба», — после смерти 13-й герцогини были распроданы. Кроме того, имя герцогов носит датированный XV веком кодекс Альба с одним из первых переводов Библии непосредственно с древнееврейского на романский язык.
|                         |  |                              |  |                       |
| Замок Кока близ Сеговии |  | Замок Миранда-дель-Кастаньяр |  | Дворец Лирия (Мадрид) |